# Bairro da União
O Bairro da União é um bairro da zona centro-sul de Manaus, localizando-se nos limites com o bairro do Parque 10.
Em 2009, foi iniciado um processo de urbanização e regularização dos imóveis construídos lá irregularmente, semelhante ao processo que aconteceu na antiga favela de Mauazinho. Há investimentos do poder público (municipal e estadual).
Pelo poder público, estão sendo realizadas as seguintes ações no Bairro da União, para que a mesma deixe o status de "favela" e passe a ser considerada "bairro":
- pavimentação;
- obras emergenciais;
- regularização fundiária;
- canalização de córregos;
- abertura de ruas e vielas;
- construção de rede de água e esgoto;
- construção de escadarias hidráulicas;
- construção da avenida perimetral;
- desocupação do leito dos córregos;
- remoção de moradias em área de risco;
- construção de calçadas e sarjetas;
- construção de espaços de lazer e de um parque linear;

## Etimologia
O nome do bairro foi dado por um dos moradores, de nome Joaquim Euriberto Santana Barros, conhecido como Joaquim Poeta.
Dados do Bairro
- População: 13.402 moradores

## Transportes
É servido pela empresa de ônibus Amazon Líder, que atualmente opera 2 linhas neste bairro:
| Linha | Origem                         | Empresa      | Principais pontos do trajeto |
| ----- | ------------------------------ | ------------ | ---------------------------- |
| 402   | Bairro da União ↔ Centro       | Amazon Líder | Centro                       |
| 403   | Bairro da União ↔ Cachoeirinha | Amazon Líder | Parque 10, Cachoeirinha      |